# Пятнистый лунь
Пятнистый лунь (лат. Circus assimilis) — вид птиц из семейства ястребиных (Accipitridae).

## Описание
Пятнистый лунь — субтильная птица среднего размера. Самка крупнее, чем самец: взрослая самка достигает длины 58—61 см, самец — лишь 50—55 см. Хищная птица, питается наземными млекопитающими, мелкими птицами и рептилиями, а также изредка крупными насекомыми. В кладке 2—4 яйца.

## Распространение
Ареал включает Австралию и Индонезию, залетает на Восточный Тимор, но там гнездовий не обнаружено. Обитает на высотах до 1,5 км.

## Охранный статус
МСОП присвоил таксону охранный статус «Виды, вызывающие наименьшие опасения» (LC).